# Mezquita de Quba

La mezquita de Quba (en árabe: مسجد قباء‎, masŷid qubā’), ubicada justo en las afueras de Medina (Arabia Saudita), es la primera mezquita islámica construida. Sus primeras piedras fueron colocadas por el profeta Mahoma cuando emigró de la ciudad de La Meca a la de Medina, y fue posteriormente completada por sus compañeros. Mahoma pasó más de 20 noches en esta mezquita (luego de la emigración), orando el qasr (un rezo corto) mientras esperaba a Alí cuya casa estaba detrás de la mezquita.
De acuerdo a la tradición islámica, ofrecer 2 Raka'ahs de las plegarias nafl (voluntarias) en la mezquita de Quba es igual a efectuar una Umrah.

## Arquitectura
Cuando Abdel-Wahed El-Wakil fue comisionado, a finales del siglo XX, para concebir una mezquita mayor para reemplazar a la vieja, trató de incorporar la vieja estructura en sus diseños. Pero la antigua mezquita fue demolida y reemplazada por una nueva.
La nueva está formada por un salón de oración rectangular levantado en una segunda plataforma. El salón de oración conecta con una agrupación de áreas residenciales, oficinas, instalaciones de ablución, tiendas, y una biblioteca. 
Seis entradas adicionales están distribuidas en las fachadas norte, este y oeste. Cuatro minaretes marcan las esquinas del salón de oración. Estos están apoyados sobre bases cuadradas, tienen ejes octagonales que adquieren una forma circular al alcanzar la parte superior.

## Salón de oración
El salón de oración se encuentra alrededor de un patio central, caracterizado por seis grandes bóvedas que descansan sobre columnas arracimadas. Un pórtico, que es dos bahías en profundidad, bordea el patio en el este y el oeste, mientras que otro de una bahía lo bordea en el norte, y lo separa del área del rezo de las mujeres. 
El área del rezo de las mujeres, que está rodeada por una mampara, se divide en dos partes, mientras que un pasillo conecta la entrada norte con el patio.